# 87%
『87%』（はちじゅうななパーセント）は、2005年1月12日から3月16日まで、日本テレビ系の「水曜ドラマ」枠で毎週水曜日 22時 - 22時54分に放送された日本のテレビドラマ。主演は夏川結衣と本木雅弘。

## 概要
乳癌に冒された主人公の闘病などを描く。
番組開始当初は「87% - 私の五年生存率（はちじゅうななパーセント わたしのごねんせいぞんりつ）」というタイトルであったが、生存率という言葉が生々しすぎるという癌患者・家族などからの抗議により「私の五年生存率」が外され、「87%」というタイトルに変更になった。

## あらすじ
生命保険の外交として働くシングルマザーの晶子は、検診で乳癌の第1ステージと診断される。晶子を診断した医師・黒木は優秀な外科医だったが、妻を乳癌で亡くして以来、町の小さな医院で働いていた。黒木の執刀で手術を受けた晶子は、治療を続けながら息子・蒼太のため懸命に働くが、欠勤が多いため職場から解雇を言い渡されてしまう。

## キャスト
- 小谷晶子：夏川結衣
- 黒木陽平：本木雅弘
- 小谷蒼太：川口翔平
- 杉山紘一郎：古田新太
- 三沢卓：柏原収史
- 岡田江梨子：相川七瀬
- 神部みなみ：北川弘美
- 細川真希：氏家恵
- 藤城真奈美：杏さゆり
- 宇月薫：酒井若菜
- 川上勇介：今井雅之
- 川上千絵：高橋かおり
- 川上琴音：薄井千織
- 桜井ひとみ：岩佐真悠子
- 東冬美：栗田よう子
- 東史郎：長井秀和（声のみの出演）
- 剣崎護：渡辺いっけい
- 寺田弓子：杉田かおる
- 黒木正十郎：細川俊之
- 黒木友恵：大谷直子
- 宇月寅蔵：橋爪功

## スタッフ
- 脚本 - 秦建日子
- 演出 - 長沼誠、梅沢利之、佐久間紀佳
- プロデュース - 伊藤響、大塚泰之、渡邉浩仁
- 音楽 - ROGER WILCO
- 主題歌 - CHEMISTRY「キミがいる」（デフスターレコーズ）[1]
- 美術デザイン - 高野雅裕
- 製作著作 - 日本テレビ

## 放送日程
| 各話                                                       | 放送日  | サブタイトル                   | 演出       | 視聴率 |
| ---------------------------------------------------------- | ------- | ------------------------------ | ---------- | ------ |
| 第1話                                                      | 1月12日 | 明日を生きる! 乳がんと闘う物語 | 長沼誠     | 14.4%  |
| 第2話                                                      | 1月19日 | 負けない! 乳がん手術への決意   | 長沼誠     | 10.5%  |
| 第3話                                                      | 1月26日 | 大切な息子のために絶対生きる   | 長沼誠     | 11.9%  |
| 第4話                                                      | 2月02日 | 守れ命と同じくらい大切なもの   | 梅沢利之   | 11.4%  |
| 第5話                                                      | 2月09日 | たくさんの勇気をありがとう…    | 佐久間紀佳 | 10.7%  |
| 第6話                                                      | 2月16日 | 心とともに生きる…明日への涙    | 長沼誠     | 11.8%  |
| 第7話                                                      | 2月23日 | 2人の約束…前を向いて生きる     | 梅沢利之   | 11.3%  |
| 第8話                                                      | 3月02日 | 哀しすぎる現実…私は負けない    | 佐久間紀佳 | 9.6%   |
| 第9話                                                      | 3月09日 | 涙の告白と別れ…新たなる一歩    | 長沼誠     | 12.6%  |
| 最終回                                                     | 3月16日 | 今日を生きる明日を生きたい     | 長沼誠     | 12.6%  |
| 平均視聴率 11.6%（視聴率は関東地区・ビデオリサーチ社調べ） |         |                                |            |        |

- 初回は22時 - 23時9分の15分拡大。
- 第7話は『ザ!世界仰天ニュース』拡大版放送のため、22時15分 - 23時9分に放送。

## 撮影協力
- 東京大学医学部附属病院
  - 本作品がTVドラマ撮影協力第一号となり、その後、『1リットルの涙』の撮影にも協力した。封建的・閉鎖的だった国立大学病院が独立行政法人化によって、より国民に近い存在に脱皮していく姿の象徴として注目を集めている。